# Недялко Атанасов
Недялко Атанасов Мочуров е български политик от Българския земеделски народен съюз (БЗНС). Председател на Народното събрание (1921-1923 г.) и министър в правителството на Александър Стамболийски (1920-1921 г., 1923 г.), той лежи в затвора по политически причини след Деветоюнския (1923-1924 г.) и Деветосептемврийския преврат (1946-1955 г.).

## Биография
Недялко Атанасов е роден на 8/20 юли 1881 г. в село Сломер, Свищовско, в заможно семейство. Учи в търговското училище в Свищов и завършва гимназия в Шумен (1899).
В продължение на 14 години е учител.
Член на БЗНС от 1908 г. Народен представител през 1911-1913, 1914-1923, 1938-1939 и 1945-1946 г. Председател на XVIII обикновено народно събрание (1919-1920) и на XIX обикновено народно събрание (1921-1923). Министър е на обществените сгради, пътищата и съобщенията (1920) и на железниците, пощите и телеграфите (1920-1921, 1923) в правителството на Александър Стамболийски.
След Деветоюнския преврат от 1923 г. е арестуван с другите министри от кабинета на Александър Стамболийски. На 9 април 1924 г. е оправдан от съда. На 03 август 1924 г. заедно с друг бивш земеделски министър Христо Стоянов бяга от арестантското лечебно отделение на Александровска болница. По-късно през същата година емигрира в Кралството на сърби, хървати и словенци, където е член на Задграничното представителство на БЗНС (1924–1925). През 1924-1925 година е един от организаторите на подкрепяните от Белград планове за въоръжена интервенция в България от страна на сръбски четници, македонски федералисти, членове на Сдружението против българските бандити и земеделски емигранти. Води преговори за евентуални съвместни действия с Българската комунистическа партия, но самите комунисти го смятат за неособено ентусиазиран и надежден партньор.
Завръща се в България през 1933 година и продължава активната си политическа дейност като член на БЗНС Врабча 1, редактира вестник „Селски глас“.
След Деветосептемврийския преврат от 1944 г. е в редовете на опозиционния БЗНС - Никола Петков. Заедно с останалите народни представители от опозицията в XXVI обикновено народно събрание е арестуван през 1946 г. Въдворен в лагера в Белене и е освободен едва през 1955 г.
Умира на 12 февруари 1960 г. в София.